# Friends (album)
Friends je štirinajsti album ameriške glasbene skupine The Beach Boys. Izšel je leta 1968 pri založbi Capitol Records.

## Seznam skladb
1. "Meant for You" - 0:38
2. "Friends" - 2:32
3. "Wake the World" - 1:29
4. "Be Here in the Mornin'" - 2:17
5. "When a Man Needs a Woman" - 2:07
6. "Passing By" - 2:24
7. "Anna Lee, the Healer" - 1:51
8. "Little Bird"	- 2:02
9. "Be Still" - 1:24
10. "Busy Doin' Nothin'" - 3:05
11. "Diamond Head" - 3:39
12. "Transcendental Meditation" - 1:51